# Los Cerros de Paja

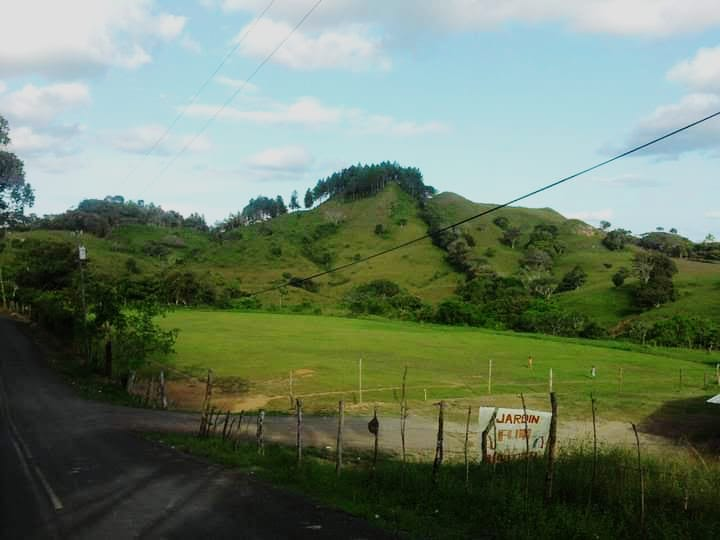
El nombre del corregimiento está relacionado ya que en su área es muy notable muchos cerros

Los Cerros de Paja  es un corregimiento del distrito de Los Pozos en la provincia de Herrera, República de Panamá. Su población de 1,673 habitantes (2020). Su nombre está relacionado con los muchos cerros que se encuentra en la región. Ubicado a 54 kilómetros de la ciudad de Chitre, su gente se caracteriza por ser muy amable y campechana. Su representante es Julio Ernesto Barrera (Periodo 2019-2024).

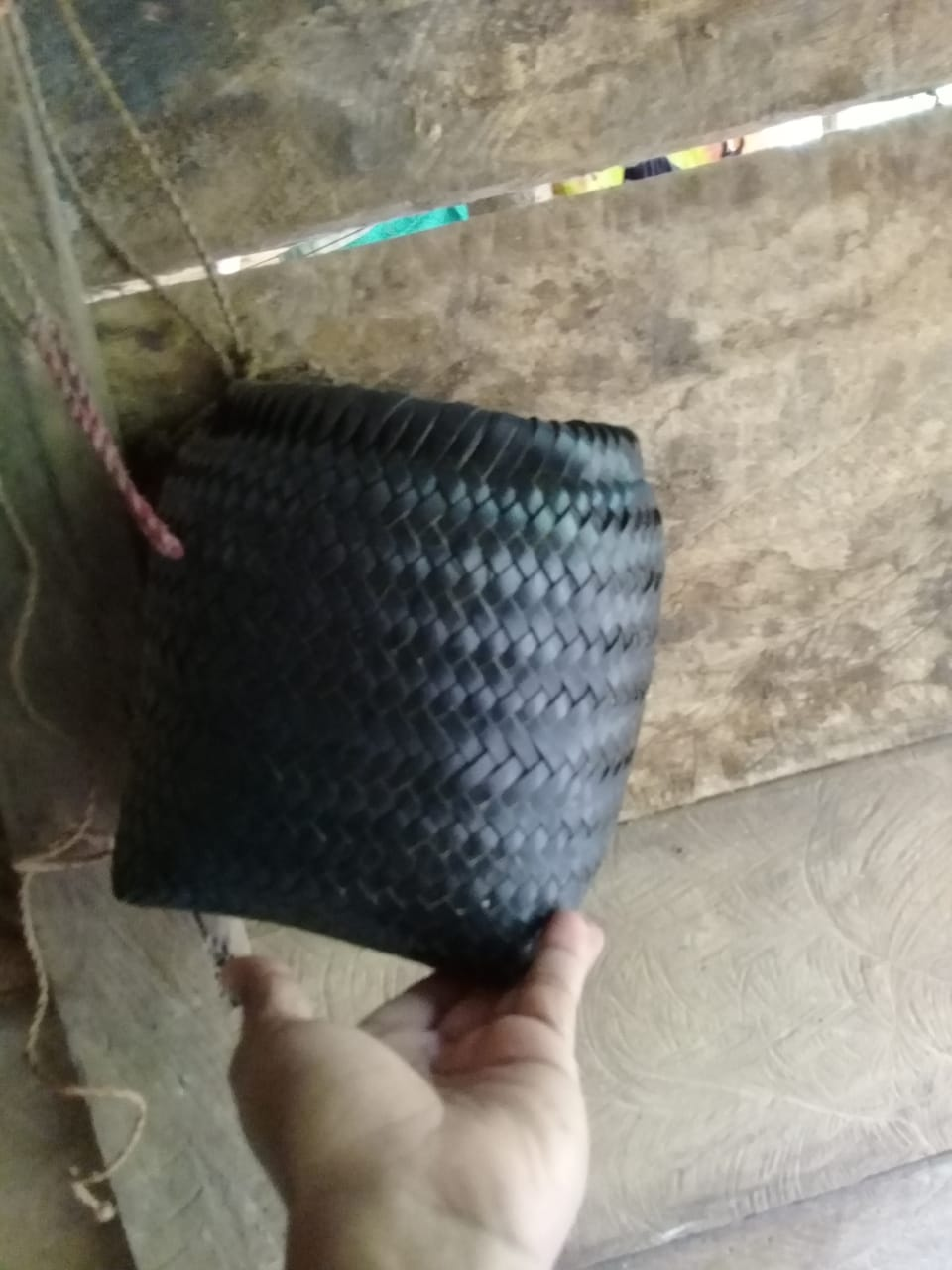
Churuca

La agricultura y la ganadería forman parte de las tradiciones de supervivencia. A inicios del año se empieza a tumbar el monte y para el mes de abril poder quemarlo. Luego, en junio se limpia el arrozal y entre los meses de agosto y septiembre se realizan las primeras cosechas donde se hacen las famosas juntas para cortar el arrozal. Son más de 100 peones que se necesitan para cortar el arroz. Al momento de la cosecha, se utilizan herramientas como la cuchilla, una hoja de acero que se adapta a un soporte de madera que facilita la corta del arroz.
Aparte del arroz, en el área también se siembra el maíz, frijol, poroto, entre otros.

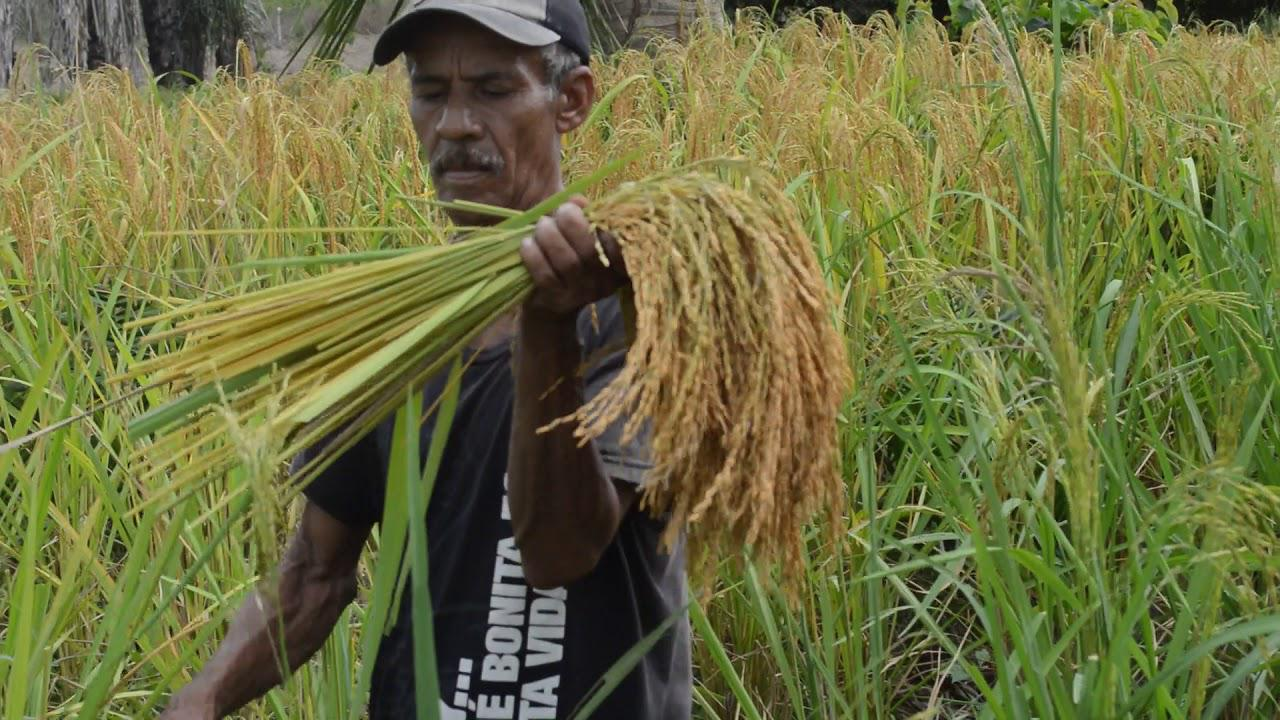
Cosecha del arroz

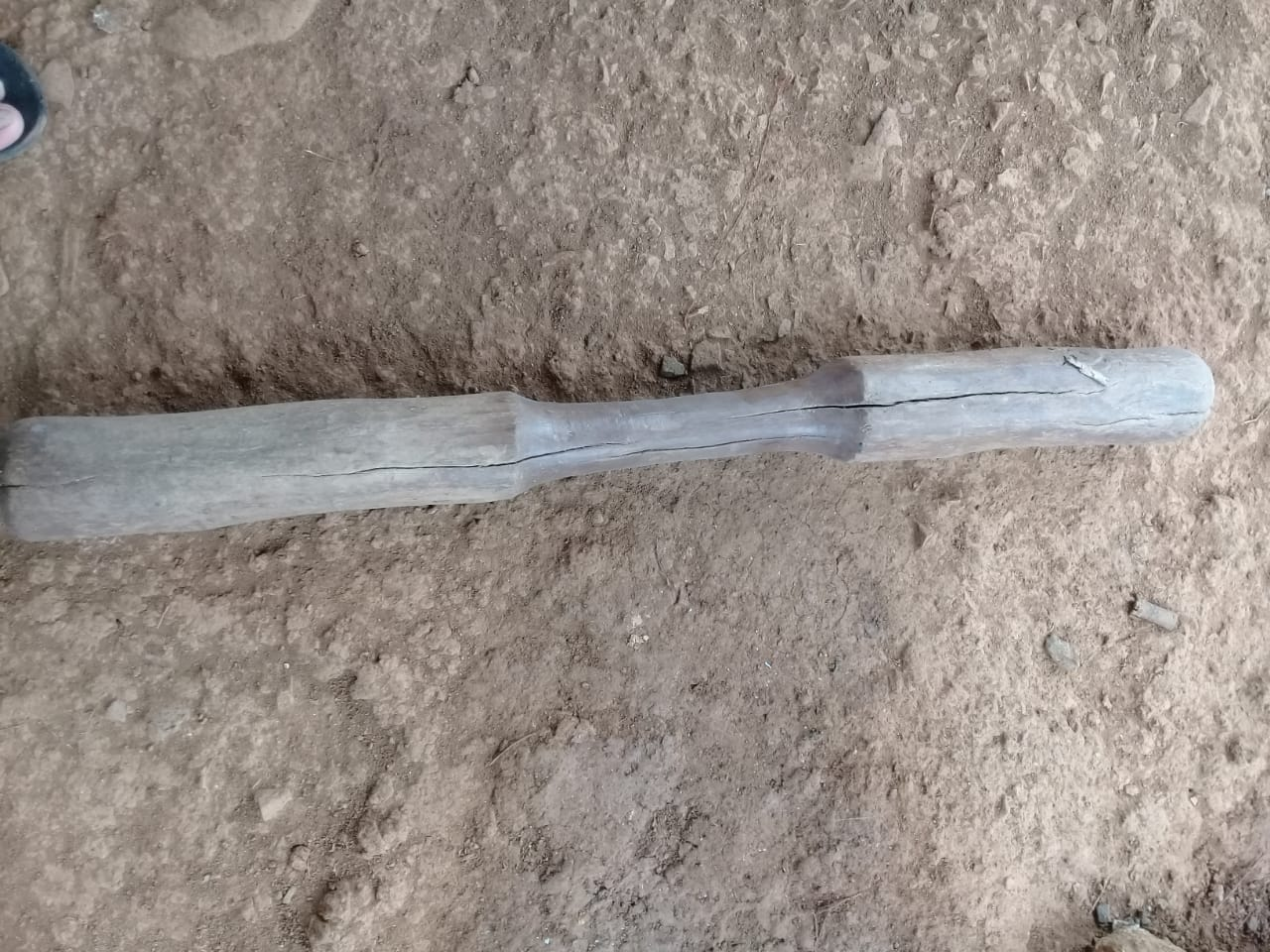
Mano de pilon

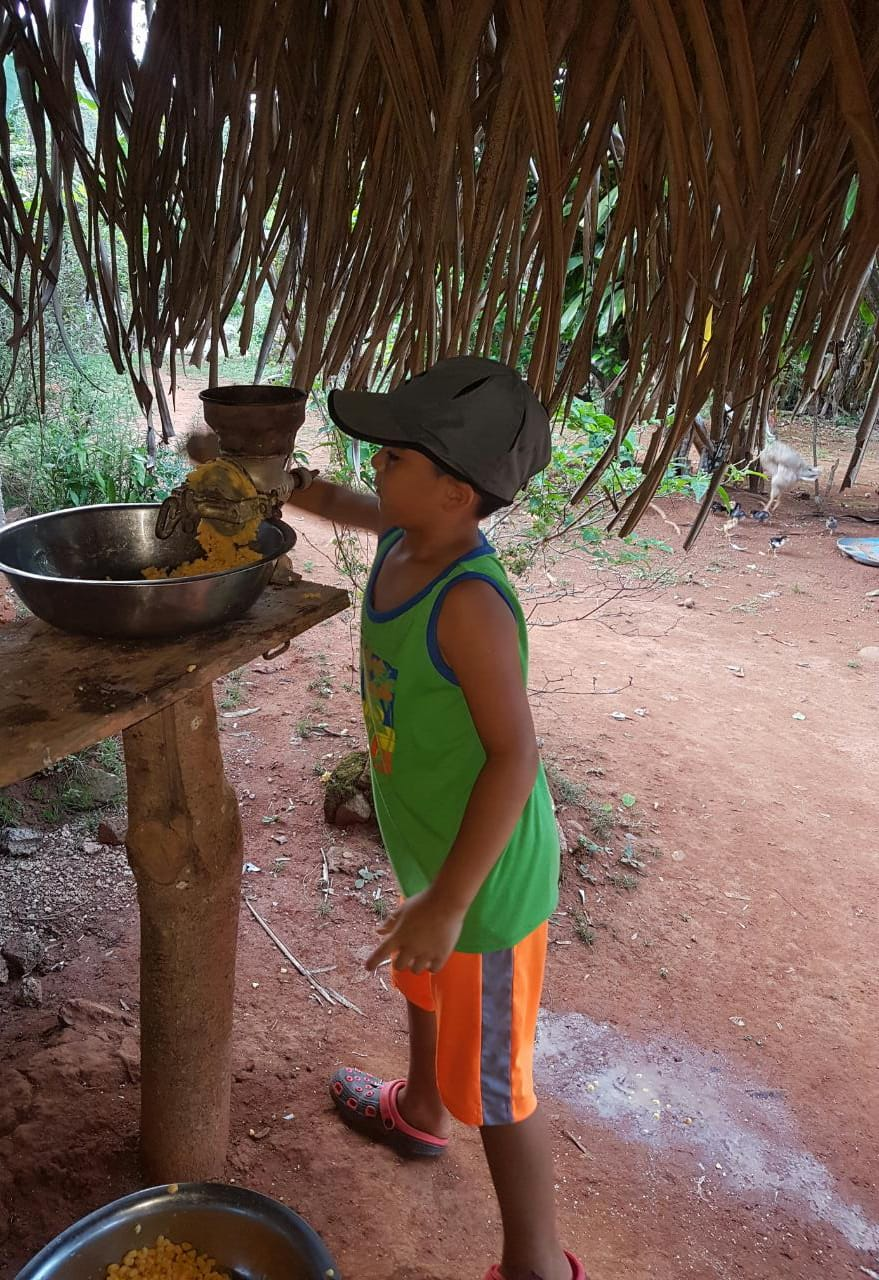
Molino manual

En el corregimiento predomina el catolicismo.
Entre las entidades del gobierno de Panamá tiene escuelas, policía nacional, oficina de juez de paz y junta comunal.

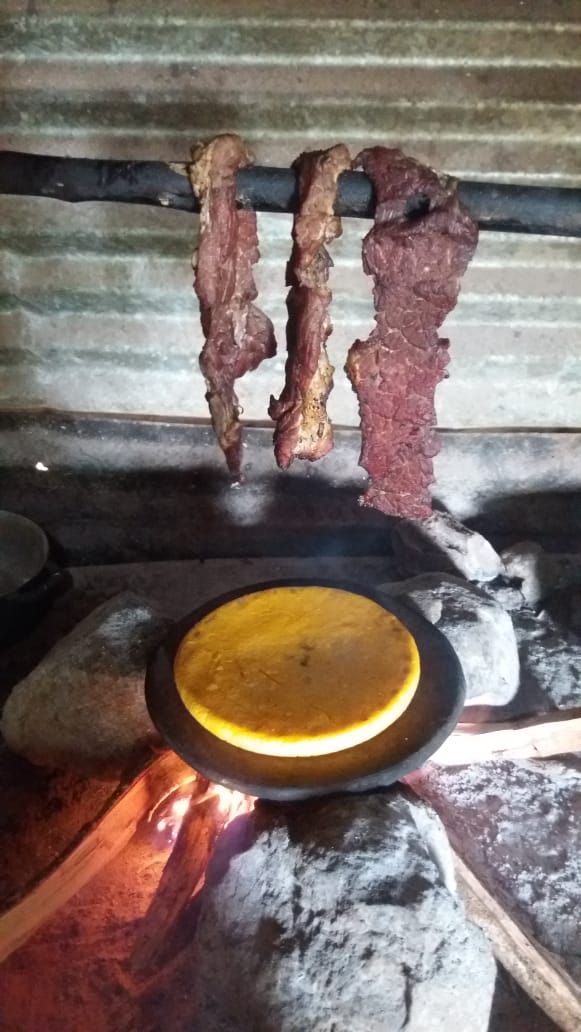
Carne ahumada con tortilla de maíz

## Comunidades Que Lo Conforman
- Los Cerros de Paja

- La Requinta
- Pan de Azúcar

- El Chorrillo

- Las Pipas

- Quebrada del Rosario

- El Salitre

- El Chumico
- Guarare

- Bajo el Naranjo